# أجلنتينا جيب
أجلنتينا جيب (بالإنجليزية: Eglantyne Jebb)‏ (25 أغسطس 1876 - 17 مارس 1828)، مصلحة اجتماعية إنجليزية.

## السنواتالأولى
ولدت أجلنتنينا جيب في شروبشاير، السمرة في عام 1876، وكبرت ونشأت بجانب عائلتها وبسبب كونهم عائلة غنية وذو ثراء فاحش إلا أنها كانت ذات إرادة والتزام قوى على القيام بالخدمات الاجتماعية. كان اسمها أجلنتينا لويس جيب وكانت تعمل من اجل نشر الفنون والصناعات المختفلة والحرف اليدوية بين شباب الريف. قامت أختها أثناء الحرب العالمية الأولى بمساعدتها في تأسيس «مؤسسة جيش لاند»، وكانت أختها الأخيرة متزوجة من رئيس حزب العمال «رودن تشارلز بوكستون». قامت بعمل حملات لكشف عن هوية الحملات مع الشعب الألماني.
درست في أكسفورد وتعلمت التاريخ على يد السيدة «مارجريت». من أجل تطوير التعليم استعانت بمدرسيها في التعليم الابتدائي، ولكن أقنعها المدرسين الموجودين في المدرسة الموجودة في مارلبورو بالتدريس بعد العديد من التجارب لمدة سنوات. من أجل الاعتناء بوالدتها المريضة انتقلت إلى كامبريدج، وهناك قامت بتقديم العديد من الأعمال الخيرية والاتجاه العلمي المعاصر الذي يهدف إلى تكوين منظمات الجمعيات الخيرية وهو مشروع بحثي كبير ويضمن تحقيق العديد من المشروعات الواسعة والضخمة ولكن في عام 1906 فان الدراسات التي اعتمدت عليها كامبريدج نشرت كتاب يسمى (دراسة في الأسئلة الاجتماعية).
هذا الكتاب لم يكن سوى عائد للعديد من الدراسات، وعاشت من خلاله بهدوء لسنوات. وكانت مسؤولة عن صندوق الإغاثة المقدونية نيابة عن كادار وطلب منها الذهاب في رحلة إلى مقدونيا. عادت قبل اندلاع الحرب العالمية الأولى، ولكن بعد فترة قصيرة لم ينجح المشروع الذي كانت تعمل به، وكانت تعمل في صحيفة أوروبية تسمى «بدوروثى». حصلت على موافقة خاصة من أجل النشر في ألمانيا والنمسا والمجر. تم نشر العديد من الملحقات الاضافية في مجلة كامبريدج الإنجليزية.
بقرب انتهاء الحرب أدى إلى انحطاط مستوى الاقتصاد الألماني، والنمساوي، والهنغاري وقد تم التوقيع في ذلك الوقت على وقف اطلاق النار والتخلص من الحصار المفروض عليهما. في عام 1919 أسس «مجلس الحرب» (the Fight the Famine Council) لاقناع الحكومة من اجل انهاء الحصار المفروض.

## انقاذ الأطفال

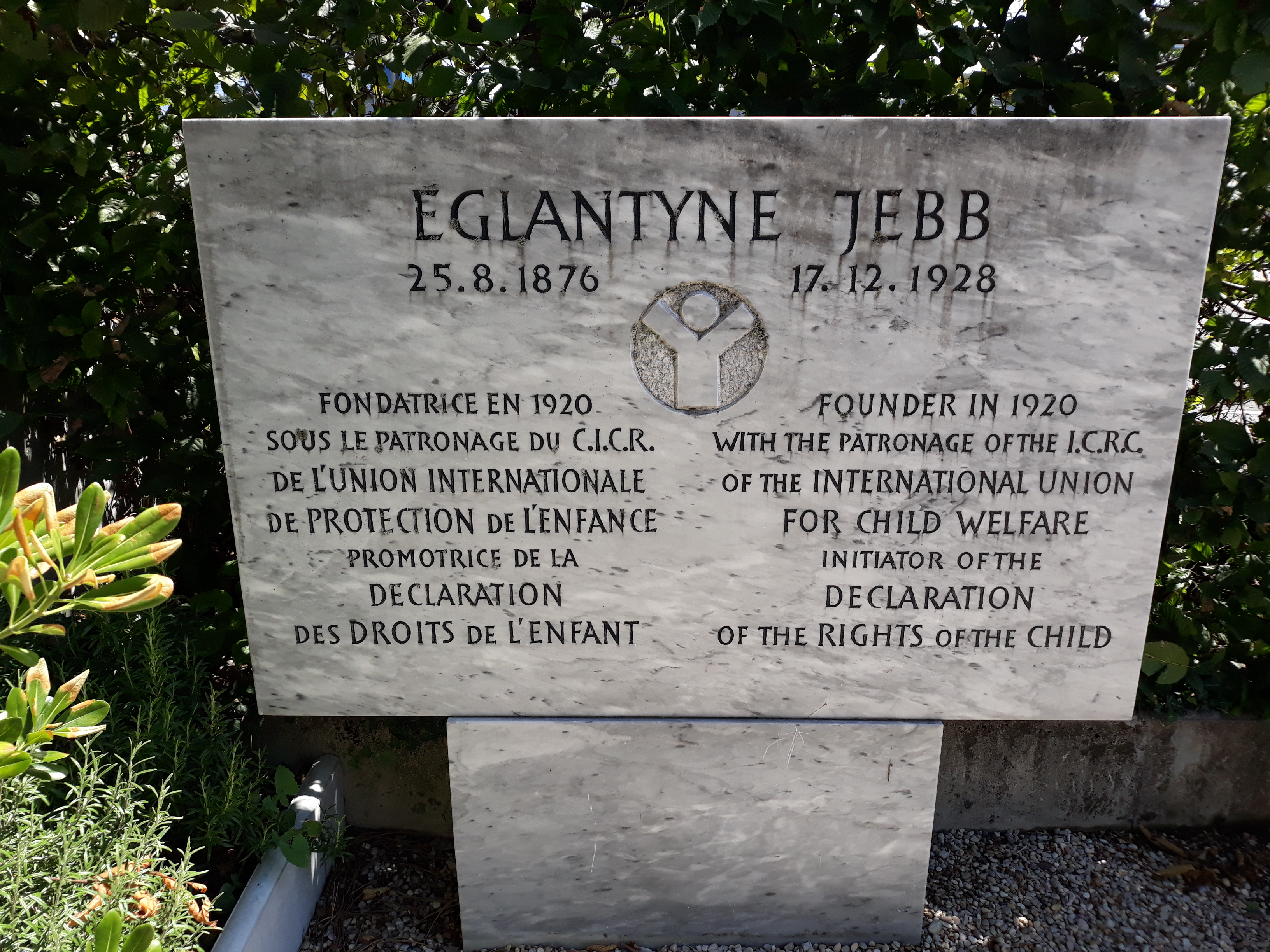
شاهد قبر اجلنتينا جيب

بعد فترة قصيرة بدأت تعمل على تحقيق اهدافها وطلب المساعدات. وفي 15 أبريل 1919، بدأت بجمع الأموال من أجل الأطفال الألمان والنمساويين من أجل «جمعية الحفاظ على الأطفال». (the Save the Children Fund)
تأسست هذه المنظمة في قاعة رويال ألبرت في لندن في 19 مارس 1919 وقد بدأ الاندهاش من تجميع الأموال من الشعب الأنجليزى بهذه السرعة الفائقة، وأرسلت المساعدات من أجل تنظيم العمل. أعلنت أجلنتينا عن أهدافها من أجل إنشاء الحركات الوطنية من أجل أطفال دوروثى، وصندوق النجاح. تأسست «منظمة الاتحاد الدولي لانقاذ الأطفال» (The International Save the Children Union/ Union International de Secours a l'Enfant) في جنيف عام 1920 وقد أسسها السويدى «رادا بانا» وأعضاء منظمة انقاذ الطفولة البريطانية.
كان الفرع في لندن تحت إدارة واشرف أجلنتينا، وأظهرت الهدف من إنشاء الصندوق (Charity Organisation Society/جمعية المنظمات الخيرية). قام المسؤول لويس الذهبى بتأجير المنظمة من أجل تأسيس أساليب ترجمة منظمة بها. اظهر العديد من الوسائل من أجل عرض اعلانات على صفحات كاملة في الصحافة. كانت أجلنتينا لها دور فعال جدا، وعملت على جمع العديد من الأموال لتمويل الأعمال.
حدث انخفاض في سوق الأعمال في أوروبا الوسطى، ولكن بعدها بدأ الاهتمام بالصندوق إلى مستوى قياسى محدد، وفي نهاية الصراعات في اليونان والمناطق المحيطة بها في منطقة الصراع الطويل الناتج عن أزمة الاجئين. في عام 1921 عندما كانوا تحت السيطرة فقد وضعوا تحت حالة الطوارئ بشكل أكبر وأكثر خطورة. حدثت بعدها العديد من الأحداث مثل الثورة، والحروب الأهلية، وجزئيا من الحكومة البلشفية وفرض سياسات اقتصادية كارثية لان الشعب الروسي السوفيتي والحصاد لا يكون كافيا بس خطر المجاعة القائم في المنطقة. بدأوا بجمع كميات كبيرة وعمل فريق من أجل انقاذ الأطفال من المجاعة في مختلف الأنحاء وخاصة في مدينة ساراتوف.

## حقوق الطفل
تم إنشاء صندوق في مجال الأعمال التجارية، وكان لأجلنتينا أهداف رئيسية ومهمة في ترتيب العناصر الرئيسية المخطط لها، والقائمة على البحوث. في عام 1923 فقد قدمت روسيا العديد من الجهود والدعم، وعلى الرغم من ذلك فقد انخفضت ايرادات السوق انخفاضا حادا، وتم أيضا عرض موضوع حقوق الطفل من ناحية أخرى.

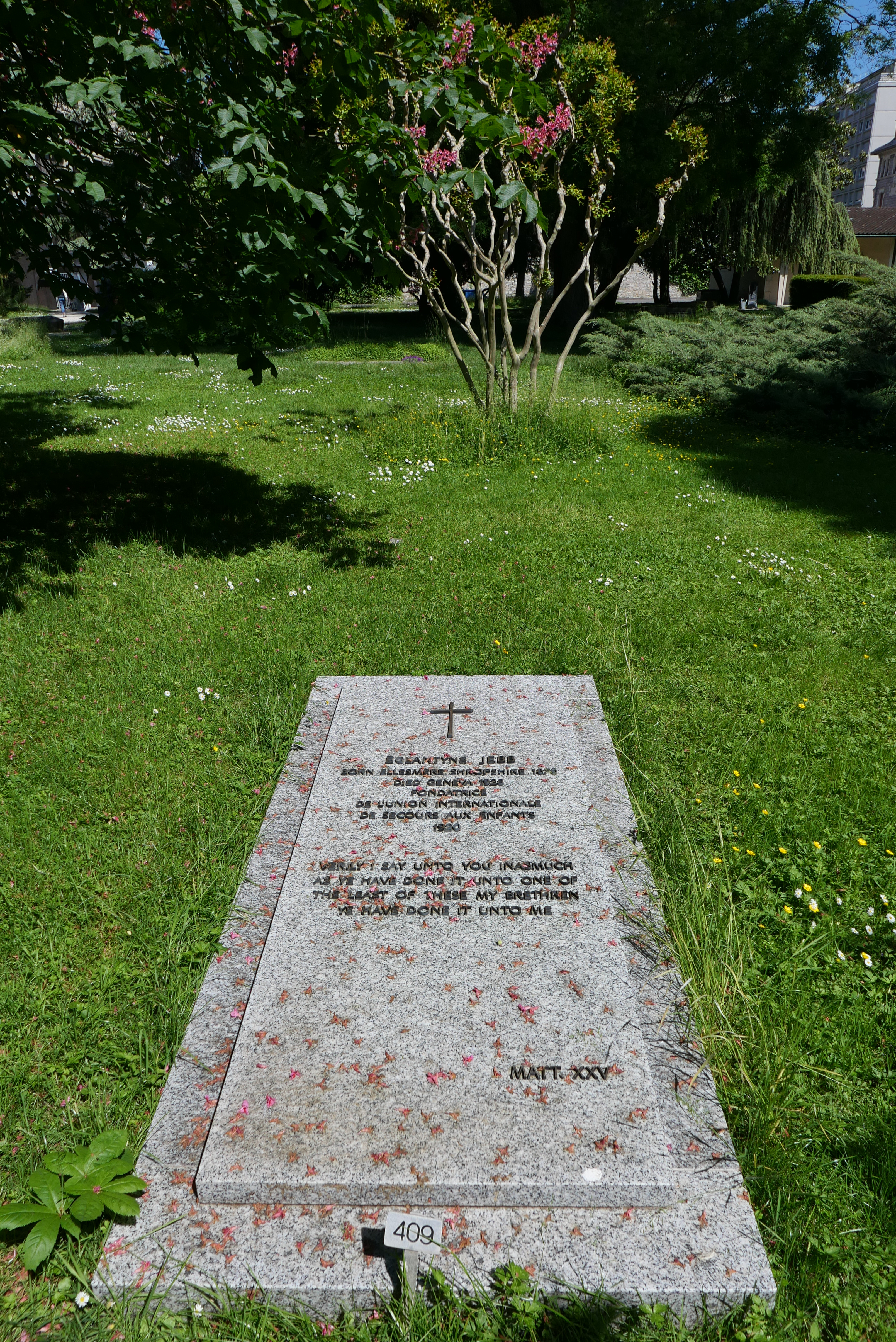
قبر جيب في Cimetière des Rois.

وذهبت أجلنتينا إلى جنيف من أجل عقد الندوات وتوقيع الاتفاقيات الخاصة بالأطفال وذهبت بعدها إلى اجتماع اتحاد الجمعية الدولية. ألقت بيانا لكنه قصير وموجز، وهي التي عملت على اختصاره بنفسها، ووضعت في مقدمة هذا البيان حقوق الطفل وكيفية تقديم المساعدات وواجب المجتمع الدولي نحو الطفل. تم التصديق على اعلان جنيف لحقوق الطفل على وثيقة أعلنتها عصبة الأمم.
بعد عودة السلام إلى أوروبا بذلت العديد من الجهود من أجل القضاء على الركود وبدأ تعزيز حركة الحفاظ على الأطفال. في عام 1925 عقد المؤتمر الدولي الأول لرعاية الطفل في جنيف. تم مناقشة العديد من القضايا على نطاق واسع من قبل الحكومات والمنظمات عالية المستوى. في عام 1959 اقترحت الامم المتحدة توسيع هذه المجالات وفي عام 1989 أصبحت «وثيقة حقوق الطفل» هي المصدر الرئيسى للألهام.

## وفاتها
كافحت أجلنتينا المرض على مدار أعوام طويلة، وفي عام 1928 عقب اجرائها ل 3 عمليات جراحية بالغدة الدرقية توفيت في دار الرعاية في جنيف ودفنت في مقبرة سانت جورج.
في 7 فبراير 2024، أعادت مدينة جنيف دفن رفات جب في قبر في Cimetière des Rois ("مقبرة الملوك")، مصحوبة بمراسم مهيبة لتكريمها لالتزامها بحقوق الأطفال. تعتبر المقبرة بانثيون جنيف، حيث يتم حجز دفن الشخصيات التي قدمت مساهمات بارزة بشكل خاص للمدينة والمجتمع.
اليوم فإن أجلنتينا جيب لم تعمل فقط لمدة 90 عام على التسويق لأفكارها ولكنها أيضا كانت متفتحة، ومبتكرة وعملت على انقاذ العديد من الأطفال بسبب تأسيس «منظمة انقاذ الطفولة».